# Dの遺伝子
『Dの遺伝子』（ディーのいでんし）は、1997年4月7日から9月29日まで、フジテレビで深夜に放送されたテレビドラマ。放送日時は月曜25時10分から25時40分。全24話。

## 概要
近未来を舞台とした、ドキュメンタリーとドラマを融合したスタイル（フェイクドキュメンタリー、モキュメンタリー）。
毎回ラストに、この番組は現時点ではフィクションですとテロップ表示される。一話完結。
2005年に、CS（スカパー!）のフジテレビ739（現・フジテレビONE）で再放送された。

## サブタイトル
| 話                               | タイトル                         | 主なキャスト                             | テーマ・内容                           | 放送日  |
| -------------------------------- | -------------------------------- | ---------------------------------------- | -------------------------------------- | ------- |
| #01                              | 「寿命診断」                     | 菅野美穂                                 | 寿命遺伝子の発見                       | 4月07日 |
| #02                              | 「200X年の結婚詐欺」             | 袴田吉彦、吉野真弓、土屋久美子           | セックスレス、肉食系女子               | 4月14日 |
| #03                              | 「レンタル友達」                 | 原田龍二、初瀬かおる                     | 擬似友達ビジネス                       | 4月21日 |
| 『出たMONO勝負!』 放送により休止 | 『出たMONO勝負!』 放送により休止 | 『出たMONO勝負!』 放送により休止         | 『出たMONO勝負!』 放送により休止       | 4月28日 |
| #04                              | 「東京ガーボロジー」             | 深浦加奈子                               | 民間ゴミ処理業者、個人情報             | 5月05日 |
| #05                              | 「情報隔離」                     | 小島聖、舟木幸、奥村公延                 | 情報遮断希望者のための保養所           | 5月12日 |
| #06                              | 「OPEN JAIL」                    | 住田隆、梅津栄                           | ID番号による身分証明管理               | 5月19日 |
| #07                              | 「デスゲーム」                   | 榊原利彦、ビートキヨシ、富田隆           | 死の疑似体験が可能に                   | 5月26日 |
| #08                              | 「バンク・キッズ」               | 羽場裕一                                 | 非配偶者間の人工授精の解禁             | 6月02日 |
| #09                              | 「高齢出産」                     | 大森暁美、川俣しのぶ、金井大             | 68歳の女性が妊娠                       | 6月09日 |
| #10                              | 「ドラッグ・ブレンダー」         | 相島一之、角田英介、高橋一生、坂下千里子 | 合法スマートドラッグの調合職           | 6月16日 |
| #11                              | 「メンタルヘルス」               | 伊藤かずえ、近藤サト                     | 臨床心理士の普及と弊害                 | 6月23日 |
| 『香港返還特番』 放送により休止  | 『香港返還特番』 放送により休止  | 『香港返還特番』 放送により休止          | 『香港返還特番』 放送により休止        | 6月30日 |
| #12                              | 「生物災害」                     | 遠山景織子、入江雅人、四方堂亘           | 製薬会社からのバイオハザード           | 7月07日 |
| #13                              | 「ダイエットマンション」         | 永松恵子、つぶやきシロー（N）、富田隆    | ダイエットしたい女性のためのマンション | 7月14日 |
| #14                              | 「少年弁護士」                   | 大塚良重、木村剛、つぐみ                 | 飛び級制度                             | 7月21日 |
| #15                              | 「自己防衛」                     | 酒井敏也                                 | 地域の自警の過剰化                     | 7月28日 |
| #16                              | 「消えた和算家」                 | 羽賀研二                                 | 和算家たちの残党                       | 8月04日 |
| #17                              | 「がんばれないニッポンの悲劇」   | 大沢健、工藤俊作                         | 国立メダリスト養成所                   | 8月11日 |
| #18                              | 「プリンティングボーイズ」       | 飯星景子                                 | 義務教育に個性指導を導入               | 8月18日 |
| #19                              | 「インターンシップ」             | 松尾貴史                                 | 学生のインターンシップ制度             | 8月25日 |
| #20                              | 「コールドスリープ」             | 唐渡亮                                   | 2012年、「1997年から来た」という男     | 9月01日 |
| #21                              | 「はじめての…暗殺」              | 小嶺麗奈、春田純一                       | 大統領暗殺シーンの撮影依頼             | 9月08日 |
| #22                              | 「コンピューターパニック」       | 新井康弘、斉藤暁、坂西良太               | 2000年問題                             | 9月15日 |
| #23                              | 「テレビが消える日」             | 山崎一、四方堂亘                         | マルチアングル放送で演出家が不要に     | 9月22日 |
| #24                              | 「遺伝子の旅人〜クローンＤ〜」   | 中山エミリ、柏原収史、高尾晶子           | クローン人間                           | 9月29日 |

## スタッフ
演出
川畑仁志、長江俊和、戸田直秀、石井てるよし、藤沼聡、羽鳥健一、平賀公泰ほか

## VHSビデオソフト
1997年12月17日、ポニーキャニオンから発売。4話ずつ収録（最終話が60分なため、Vol.3のみ3話収録）。
- Vol.1（PCVC-30643）　-　#1「寿命診断－圭子の選択－」#2「200X年の天使－結婚詐欺－」#5「情報隔離－情報のない村－』#7「デスゲーム－危険に魅せられた若者たち－」[4]
- Vol.2（PCVC-30644）　-　#9「高齢出産」#11「メンタルヘルス－心の境界線で－」#12「生物災害」#13「ダイエット・マンション」[5]
- Vol.3（PCVC-30645）　-　#16「消えた和算家－我ら、虚の世界の住人なり－」#21「はじめての…暗殺」#24「遺伝子の旅人〜クローンD〜」[6]